# Sjewernyj
Sjewernyj (ukrainisch Сєверний; russisch Северный/Sewerny) ist eine Siedlung städtischen Typs im Osten der ukrainischen Oblast Luhansk mit etwa 1900 Einwohnern.
Der Ort gehört administrativ zur Stadtgemeinde der 16 Kilometer südwestlich liegenden Stadt Krasnodon und bildet eine eigene Siedlungsratsgemeinde zu der auch die Siedlung städtischen Typs Sjewero-Hundoriwskyj gehört, die Oblasthauptstadt Luhansk befindet sich 48 Kilometer westlich des Ortes, nördlich des Ortsgebietes verläuft der Siwerskyj Donez, die Grenze zu Russland (mit der Stadt Donezk) verläuft im Süden und Osten direkt entlang des Ortsgebietes.
Sjewernyj wurde 1949 als Bergarbeitersiedlung für die Zeche Nr. 2 Piwnitschna (Північна) gegründet und 1954 zur Siedlung städtischen Typs erhoben. Seit Sommer 2014 ist der Ort im Verlauf des Ukrainekrieges durch Separatisten der Volksrepublik Lugansk besetzt.